# Marais de Pagny-sur-Meuse
Marais de Pagny-sur-Meuse este o arie protejată (sit de importanță comunitară — SCI) din Franța întinsă pe o suprafață de 169 ha, integral pe uscat.

## Localizare
Centrul sitului Marais de Pagny-sur-Meuse este situat la coordonatele 48°41′38″N 5°45′29″E / 48.69389°N 5.75806°E.

## Înființare
Situl Marais de Pagny-sur-Meuse a fost declarat arie specială de conservare în baza directivei 92/43 din 1992 referitoare la conservarea habitatelor naturale și a faunei și florei sălbatice pentru a proteja 1 specie de plante și 8 specii de animale.

## Biodiversitate
Situată în ecoregiunea continentală, aria protejată conține 5 habitate naturale: Pajiști cu Molinia pe soluri calcaroase, turboase sau argilos-nămoloase (Molinion caeruleae), Mlaștini calcaroase cu Cladium mariscus și specii de Caricion davallianae, Mlaștini alcaline, Liziere de ierburi înalte hidrofile de câmpie și de nivel montan până la alpin, Izvoare petrifiante cu formare de travertin (Cratoneurion).
La baza desemnării sitului se află mai multe specii protejate:
- plante (1): moșișoare (Liparis loeselii)
- amfibieni (1): izvoraș-cu-burta-galbenă (Bombina variegata)
- nevertebrate (3): Coenagrion mercuriale, fluturele purpuriu (Lycaena dispar), Vertigo moulinsiana
- pești (4): zvârluga (Cobitis taenia), zglăvoacă (Cottus gobio), Cottus perifretum, cicar (Lampetra planeri)

Pe lângă speciile protejate, pe teritoriul sitului au mai fost identificate 11 specii de plante, 2 specii de păsări.